# سطام الحسيني
سطام مزيد الحسيني، لاعب كرة قدم كويتي، يلعب كحارس مرمى. لعب لعدة أندية كويتية أبرزها نادي السالمية ونادي الجهراء، وأيضًا سبق وأن لعب مع نادي بوافيشتا البرتغالي لفترة قصيرة.

## مسيرته
كانت بداياته مع نادي الجهراء وحقق معه الوصيف في كأس الأمير مرتين وكأس تشيرين. أعير في 20 فبراير 2009 إلى نادي الشباب الكويتي وأنتهت إعارته في 16 يونيو 2009. وفي صيف انتقالات 2009 انتقل إلى بوافيشتا البرتغالي مقابل 200 ألف دولار. في 30 يوليو 2014 انتقل لنادي السالمية الكويتي وحقق مع النادي بطولة ولي العهد.

## الوفاة
تُوفيَّ في 23 يوليو 2021 إثر أزمة قلبية مفاجئة أثناء تواجده في دبي في الإمارات العربية المتحدة.